# Páros műkorcsolya az 1998. évi téli olimpiai játékokon
Az 1998. évi téli olimpiai játékokon a műkorcsolya páros versenyszámának rövid programját február 8-án, a kűrt február 10-én rendezték. A versenyt az orosz Okszana Kazakova–Artur Dmitrijev-kettős nyerte. A versenyszámban nem vett részt magyar páros.

## Eredmények
Az egyes szakaszokban (rövid program, kűr) kilenc bíró pontozta a versenyzőket. A pontok alapján a bírók mindegyikénél külön-külön kialakult egy sorrend az egyes szakaszokra vonatkozóan és ez egy helyezési pontszámot is jelentett. Ha egy pontozónál holtverseny alakult ki, akkor a rövid programban a kötelező elemekre kapott pontszám, a kűrben pedig a művészi hatás pontszáma döntött. Az egyes szakaszok eredménye a következő kritériumok alapján alakult ki:
1. „Többségi helyezések száma”. Az a versenyző végzett előrébb, akit a bírók többsége előrébb rangsorolt. A bírók többsége azt jelentette, hogy a legjobb 5 helyezést adó bíró helyezési pontszámait vették figyelembe, de ha az 5. bíró helyezésével még volt azonos helyezés, akkor az(oka)t is figyelembe vették. Ezt az adatot tartalmazza az oszlop. (Pl. a „6×3+” azt jelenti, hogy a versenyző 6 bírónál az első 3 hely valamelyikén végzett.)
2. „Többségi helyezések összege” (a figyelembe vett bírók helyezési pontszámainak összege)
3. „Helyezések összege” (az összes bíró helyezési pontszámainak összege)

A versenyszám végeredményét az összesített helyezési pontszám határozta meg, amely az alábbiak összegéből állt:
- A rövid program helyezési pontszámának 0,5-szerese (az összesítés 33,3%-a),
- A kűr helyezési pontszámának 1-szerese (az összesítés 66,7%-a).

Az alacsonyabb helyezési pontszámmal rendelkező versenyző végzett előrébb. Egyenlő helyezési pontszám esetén a kűrben elért jobb helyezés döntött.

### Rövid program
| Hely. | Versenyzők                                                    | Többségi helyezések száma | Többségi helyezések összege | Helyezések összege | Pont  | Helyezési pontszám |
| ----- | ------------------------------------------------------------- | ------------------------- | --------------------------- | ------------------ | ----- | ------------------ |
| 1.    | Oroszország (RUS)-1 · Okszana Kazakova · Artur Dmitrijev      | 7×1+                      | 7,0                         | 15,0               | 103,1 | 0,5                |
| 2.    | Németország (GER)-1 · Mandy Wötzel · Ingo Steuer              | 8×2+                      | 15,0                        | 18,0               | 102,7 | 1,0                |
| 3.    | Oroszország (RUS)-2 · Jelena Berezsnaja · Anton Sziharulidze  | 8×3+                      | 22,0                        | 26,0               | 102,0 | 1,5                |
| 4.    | Egyesült Államok (USA)-1 · Kyoko Ina · Jason Dungjen          | 6×4+                      | 20,0                        | 40,0               | 100,2 | 2,0                |
| 5.    | Oroszország (RUS)-3 · Marina Jelcova · Andrej Buskov          | 5×5+                      | 25,0                        | 54,0               | 98,7  | 2,5                |
| 6.    | Egyesült Államok (USA)-2 · Jenni Meno · Todd Sand             | 7×6+                      | 35,0                        | 49,0               | 99,4  | 3,0                |
| 7.    | Franciaország (FRA)-1 · Sarah Abitbol · Stéphane Bernadis     | 7×7+                      | 42,0                        | 59,0               | 97,6  | 3,5                |
| 8.    | Kína (CHN) · Sen Hszüe · Csao Hung-po                         | 8×8+                      | 56,0                        | 66,0               | 96,7  | 4,0                |
| 9.    | Németország (GER)-2 · Peggy Schwarz · Mirko Müller            | 6×9+                      | 52,0                        | 83,0               | 93,6  | 4,5                |
| 10.   | Lengyelország (POL) · Dorota Zagórska-Siudek · Mariusz Siudek | 7×10+                     | 66,0                        | 91,0               | 92,0  | 5,0                |
| 11.   | Kanada (CAN)-1 · Kristy-Lee Sargeant · Kris Wirtz             | 6×11+                     | 65,0                        | 101,0              | 89,7  | 5,5                |
| 12.   | Kanada (CAN)-2 · Marie-Claude Savard-Gagnon · Luc Bradet      | 7×13+                     | 87,0                        | 115,0              | 86,8  | 6,0                |
| 13.   | Ukrajna (UKR) · Jevhenyija Filanenko · Ihor Marcsenko         | 5×13+                     | 58,0                        | 116,0              | 87,7  | 6,5                |
| 14.   | Csehország (CZE) · Kateřina Beránková · Otto Dlabola          | 5×14+                     | 64,0                        | 126,0              | 84,9  | 7,0                |
| 15.   | Ausztrália (AUS) · Danielle Carr-McGrath · Stephen Carr       | 7×15+                     | 100,0                       | 133,0              | 84,4  | 7,5                |
| 16.   | Kazahsztán (KAZ) · Marina Halturina · Andrej Krukov           | 8×16+                     | 117,0                       | 135,0              | 83,8  | 8,0                |
| 17.   | Franciaország (FRA)-2 · Sabrina Lefrançois · Nicolas Osseland | 6×17+                     | 101,0                       | 156,0              | 78,6  | 8,5                |
| 18.   | Örményország (ARM) · Maria Kraszilceva · Alekszandr Csesztnih | 5×18+                     | 85,0                        | 161,0              | 77,0  | 9,0                |
| 19.   | Azerbajdzsán (AZE) · Inga Rodionova · Aleksandr Anichenko     | 5×18+                     | 90,0                        | 166,0              | 75,4  | 9,5                |
| 20.   | Japán (JPN) · Arai Marie · Amano Sin                          | 9×20+                     | 180,0                       | 180,0              | 68,6  | 10,0               |

### Kűr
| Hely. | Versenyzők                                                    | Többségi helyezések száma | Többségi helyezések összege | Helyezések összege | Pont  | Helyezési pontszám |
| ----- | ------------------------------------------------------------- | ------------------------- | --------------------------- | ------------------ | ----- | ------------------ |
| 1.    | Oroszország (RUS)-1 · Okszana Kazakova · Artur Dmitrijev      | 8×1+                      | 8,0                         | 12,0               | 105,1 | 1,0                |
| 2.    | Oroszország (RUS)-2 · Jelena Berezsnaja · Anton Sziharulidze  | 6×2+                      | 12,0                        | 22,0               | 103,4 | 2,0                |
| 3.    | Németország (GER)-1 · Mandy Wötzel · Ingo Steuer              | 9×3+                      | 22,0                        | 22,0               | 103,1 | 3,0                |
| 4.    | Egyesült Államok (USA)-1 · Kyoko Ina · Jason Dungjen          | 7×4+                      | 27,0                        | 38,0               | 101,2 | 4,0                |
| 5.    | Kína (CHN) · Sen Hszüe · Csao Hung-po                         | 8×6+                      | 44,0                        | 51,0               | 100,3 | 5,0                |
| 6.    | Franciaország (FRA)-1 · Sarah Abitbol · Stéphane Bernadis     | 7×6+                      | 38,0                        | 52,0               | 99,8  | 6,0                |
| 7.    | Oroszország (RUS)-3 · Marina Jelcova · Andrej Buskov          | 9×7+                      | 55,0                        | 55,0               | 99,4  | 7,0                |
| 8.    | Németország (GER)-2 · Peggy Schwarz · Mirko Müller            | 7×8+                      | 56,0                        | 75,0               | 95,7  | 8,0                |
| 9.    | Egyesült Államok (USA)-2 · Jenni Meno · Todd Sand             | 5×9+                      | 43,0                        | 84,0               | 94,5  | 9,0                |
| 10.   | Ukrajna (UKR) · Jevhenyija Filanenko · Ihor Marcsenko         | 5×9+                      | 45,0                        | 85,0               | 94,0  | 10,0               |
| 11.   | Lengyelország (POL) · Dorota Zagórska-Siudek · Mariusz Siudek | 5×11+                     | 55,0                        | 103,0              | 92,0  | 11,0               |
| 12.   | Kanada (CAN)-1 · Kristy-Lee Sargeant · Kris Wirtz             | 9×12+                     | 103,0                       | 103,0              | 91,9  | 12,0               |
| 13.   | Ausztrália (AUS) · Danielle Carr-McGrath · Stephen Carr       | 6×13+                     | 78,0                        | 122,0              | 88,1  | 13,0               |
| 14.   | Kazahsztán (KAZ) · Marina Halturina · Andrej Krukov           | 9×14+                     | 124,0                       | 124,0              | 87,8  | 14,0               |
| 15.   | Csehország (CZE) · Kateřina Beránková · Otto Dlabola          | 8×15+                     | 119,0                       | 135,0              | 84,9  | 15,0               |
| 16.   | Kanada (CAN)-2 · Marie-Claude Savard-Gagnon · Luc Bradet      | 8×16+                     | 125,0                       | 143,0              | 83,3  | 16,0               |
| 17.   | Franciaország (FRA)-2 · Sabrina Lefrançois · Nicolas Osseland | 8×17+                     | 136,0                       | 154,0              | 81,1  | 17,0               |
| 18.   | Azerbajdzsán (AZE) · Inga Rodionova · Aleksandr Anichenko     | 9×18+                     | 159,0                       | 159,0              | 79,5  | 18,0               |
| 19.   | Örményország (ARM) · Maria Kraszilceva · Alekszandr Csesztnih | 9×19+                     | 171,0                       | 171,0              | 76,7  | 19,0               |
| 20.   | Japán (JPN) · Arai Marie · Amano Sin                          | 9×20+                     | 180,0                       | 180,0              | 69,4  | 20,0               |

### Végeredmény
| Helyezés | Versenyzők                                                    | Helyezési pontszámok | Helyezési pontszámok | Helyezési pontszámok |
| Helyezés | Versenyzők                                                    | Rövid program        | Kűr                  | Összesen             |
| -------- | ------------------------------------------------------------- | -------------------- | -------------------- | -------------------- |
| Arany    | Oroszország (RUS)-1 · Okszana Kazakova · Artur Dmitrijev      | 0,5                  | 1,0                  | 1,5                  |
| Ezüst    | Oroszország (RUS)-2 · Jelena Berezsnaja · Anton Sziharulidze  | 1,5                  | 2,0                  | 3,5                  |
| Bronz    | Németország (GER)-1 · Mandy Wötzel · Ingo Steuer              | 1,0                  | 3,0                  | 4,0                  |
| 4.       | Egyesült Államok (USA)-1 · Kyoko Ina · Jason Dungjen          | 2,0                  | 4,0                  | 6,0                  |
| 5.       | Kína (CHN) · Sen Hszüe · Csao Hung-po                         | 4,0                  | 5,0                  | 9,0                  |
| 6.       | Franciaország (FRA)-1 · Sarah Abitbol · Stéphane Bernadis     | 3,5                  | 6,0                  | 9,5                  |
| 7.       | Oroszország (RUS)-3 · Marina Jelcova · Andrej Buskov          | 2,5                  | 7,0                  | 9,5                  |
| 8.       | Egyesült Államok (USA)-2 · Jenni Meno · Todd Sand             | 3,0                  | 9,0                  | 12,0                 |
| 9.       | Németország (GER)-2 · Peggy Schwarz · Mirko Müller            | 4,5                  | 8,0                  | 12,5                 |
| 10.      | Lengyelország (POL) · Dorota Zagórska-Siudek · Mariusz Siudek | 5,0                  | 11,0                 | 16,0                 |
| 11.      | Ukrajna (UKR) · Jevhenyija Filanenko · Ihor Marcsenko         | 6,5                  | 10,0                 | 16,5                 |
| 12.      | Kanada (CAN)-1 · Kristy-Lee Sargeant · Kris Wirtz             | 5,5                  | 12,0                 | 17,5                 |
| 13.      | Ausztrália (AUS) · Danielle Carr-McGrath · Stephen Carr       | 7,5                  | 13,0                 | 20,5                 |
| 14.      | Kazahsztán (KAZ) · Marina Halturina · Andrej Krukov           | 8,0                  | 14,0                 | 22,0                 |
| 15.      | Csehország (CZE) · Kateřina Beránková · Otto Dlabola          | 7,0                  | 15,0                 | 22,0                 |
| 16.      | Kanada (CAN)-2 · Marie-Claude Savard-Gagnon · Luc Bradet      | 6,0                  | 16,0                 | 22,0                 |
| 17.      | Franciaország (FRA)-2 · Sabrina Lefrançois · Nicolas Osseland | 8,5                  | 17,0                 | 25,5                 |
| 18.      | Azerbajdzsán (AZE) · Inga Rodionova · Aleksandr Anichenko     | 9,5                  | 18,0                 | 27,5                 |
| 19.      | Örményország (ARM) · Maria Kraszilceva · Alekszandr Csesztnih | 9,0                  | 19,0                 | 28,0                 |
| 20.      | Japán (JPN) · Arai Marie · Amano Sin                          | 10,0                 | 20,0                 | 30,0                 |